# Coconino Press
Coconino Press est une maison d'édition de bande dessinée d'auteur italienne fondée en 2000 à Bologne, intégrée au groupe Fandango en 2009.
Début 2017, Igort, qui en était le directeur éditorial depuis la fondation, est remplacé par Ratigher.

## Auteurs publiés
Elle publie des auteurs italiens reconnus (Gipi, Igort, Manuele Fior, Vasco Brondi, Paolo Bacilieri, Davide Reviati, Francesca Ghermandi, Davide Toffolo, Giacomo Nanni, Sergio Ponchione, Lorenzo Mattotti, Alessandro Tota, Ausonia, Sebastiano Vilella, Ugo Bertotti etc.), et de très nombreuses traductions d'auteurs étrangers importants, comme Baru, Blutch, Edmond Baudoin, Christophe Blain, Chester Brown, Charles Burns, Daniel Clowes, Ludovic Debeurme, Jean-Claude Denis, Emmanuel Guibert, les Frères Hernandez, Manu Larcenet, Ulli Lust, Jason Lutes, Suehiro Maruo, Rutu Modan, Mœbius, José Muñoz, Michel Rabagliati, Joann Sfar, Jiro Taniguchi, Craig Thompson, Adrian Tomine ou encore Jim Woodring. Elle a reçu le prix Micheluzzi du meilleur éditeur trois années consécutives (2001-2003) et de nombreux autres prix Micheluzzi pour ses publications  depuis 2004.